# 152226 Saracole
152226 Saracole este un asteroid din centura principală de asteroizi.

## Descriere
152226 Saracole este un asteroid din centura principală de asteroizi. A fost descoperit pe 23 septembrie 2005 în cadrul proiectului CSS. Asteroidul prezintă o orbită caracterizată de o semiaxă mare de 3,14 ua, o excentricitate de 0,17 și o înclinație de 5,2° în raport cu ecliptica.